# شغال تپه
شغال تپه در علی‌آباد، میدان مرکزی شهر واقع شده و این اثر در تاریخ ۵ بهمن ۱۳۷۸ با شمارهٔ ثبت ۲۵۵۲ به‌عنوان یکی از آثار ملی ایران به ثبت رسیده است.